# Eriauchenius halambohitra
Eriauchenius halambohitra is een spinnensoort uit de familie Archaeidae. De soort komt voor in Madagaskar.